# روب نوفاك
روب نوفاك (بالإنجليزية: Rob Novak)‏ هو منافس ألعاب قوى أمريكي، ولد في 20 مارس 1986 في مقاطعة برلنغتون في الولايات المتحدة.

## وصلات خارجية
- روب نوفاك على موقع الاتحاد الدولي لألعاب القوى (الإنجليزية)
- روب نوفاك على موقع الدوري الماسي (الإنجليزية)